# 镰仓府

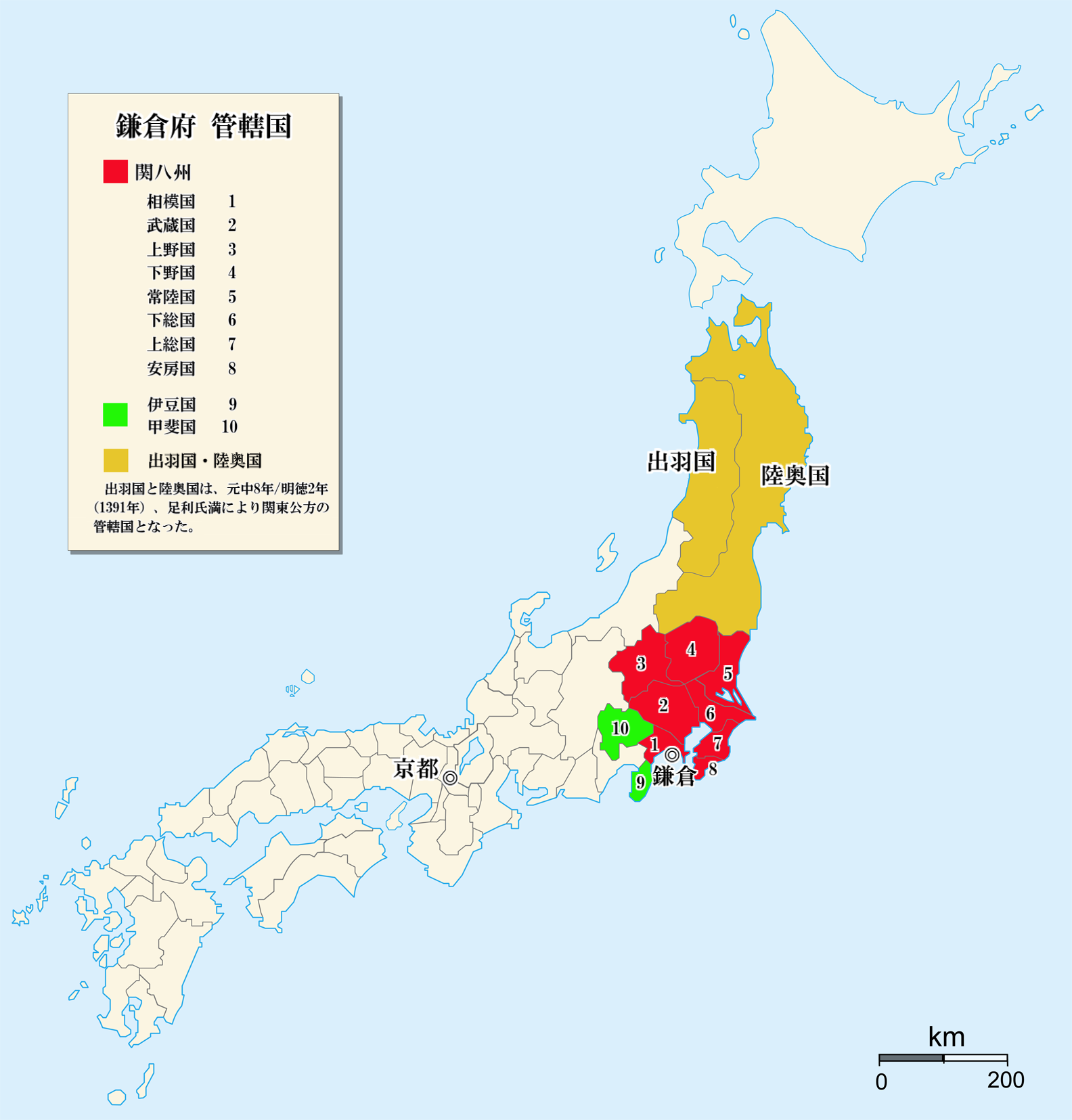
1391年（北朝明德二年/南朝元中八年），镰仓府管辖的令制國

镰仓府（日语：／）是日本南北朝时代室町幕府设立的机构，旨在掌控前代镰仓幕府的根据地镰仓及其势力范围关东十国。该机构成立于北朝贞和五年（1349年），持续存在至室町时代中期的享德四年（1455年），约维持100年左右。初代将军足利尊氏的次子足利基氏及其子孙世袭担任其首领，被称为镰仓公方。辅佐镰仓公方的是关东管领，由上杉氏世袭。此外，镰仓府还设有评定众、引付众、侍所、政所等，拥有类似幕府的组织机构。